# 1638

## أحداث
- تأسيس مدينة برشلونة، فنزويلا وتقع حاليا في فنزويلا.
- تأسيس مدينة مدينة بليز وتقع حاليا في بليز.
- بداية حروب الممالك الثلاث في 1638 والتي انتهت في 1651.
- أمير بلاد السوس أبو حسون السملالي يأسر الشريف بن علي.
- 15 تشرين الثاني وصول مراد الرابع إلى بغداد لإعادتها للحكم العثماني.[1]

## مواليد
- جيمس جريجوري
- 5 سبتمبر - ملك فرنسا لويس الرابع عشر.

## وفيات
- جون هارفارد